# Hrabstwo Cottonwood

Piramida wieku hrabstwa

Hrabstwo Cottonwood ze stolicą w Windom znajduje się w południowo-zachodniej części stanu Minnesota, USA. Według danych z roku 2005 zamieszkuje je 11 834 mieszkańców, z czego 95,32% stanowią biali. Nazwa hrabstwa pochodzi od nazwy rzeki Cottonwood.

## Warunki naturalne
Hrabstwo zajmuje obszar 1681 km² (649 mi²), z czego 1658 km² (640 mi²) to lądy, a 23 km² (9 mi²) wody. Graniczy z 7 innymi hrabstwami:
- Hrabstwo Redwood (północ)
- Hrabstwo Brown (północny wschód)
- Hrabstwo Watonwan (wschód)
- Hrabstwo Martin (południowy wschód)
- Hrabstwo Jackson (południe)
- Hrabstwo Nobles (południowy zachód)
- Hrabstwo Murray (zachód)

### Główne szlaki drogowe
- U.S. Highway 71
- Minnesota State Highway 30
- Minnesota State Highway 60
- Minnesota State Highway 62

## Demografia
Według spisu z 2000 roku hrabstwo zamieszkuje 12 167 osób, które tworzą 4917 gospodarstw domowych oraz 3338 rodzin. Gęstość zaludnienia wynosi 7 osób/km². Na terenie hrabstwa jest 5376 budynków mieszkalnych o częstości występowania wynoszącej 3budynki/km². Hrabstwo zamieszkuje 95,23% ludności białej, 0,34% ludności czarnej, 0,23% rdzennych mieszkańców Ameryki, 1,63% Azjatów, 0,08% mieszkańców Pacyfiku, 1,35% ludności innej rasy oraz 1,14% ludności wywodzącej się z dwóch lub więcej ras, 2,19% ludności to Hiszpanie, Latynosi lub inni. Pochodzenia niemieckiego jest 50,2% mieszkańców, a 18,6% norweskiego.
W hrabstwie znajduje się 4917 gospodarstw domowych, w których 28,6% stanowią dzieci poniżej 18. roku życia mieszkający z rodzicami, 58,1% małżeństwa mieszkające wspólnie, 6,9% stanowią samotne matki oraz 32,1% to osoby nie posiadające rodziny. 28,9% wszystkich gospodarstw domowych składa się z jednej osoby oraz 15,9% żyję samotnie i jest powyżej 65. roku życia. Średnia wielkość gospodarstwa domowego wynosi 2,39 osoby, a rodziny 2,94 osoby.
Przedział wiekowy populacji hrabstwa kształtuje się następująco: 25% osób poniżej 18. roku życia, 6,5% pomiędzy 18. a 24. rokiem życia, 23,2% pomiędzy 25. a 44. rokiem życia, 23,2% pomiędzy 45. a 64. rokiem życia oraz 22,1% osób powyżej 65. roku życia. Średni wiek populacji wynosi 42 lat. Na każde 100 kobiet przypada 94,5 mężczyzn. Na każde 100 kobiet powyżej 18. roku życia przypada 91,5  mężczyzn.
Średni dochód dla gospodarstwa domowego wynosi 31 943 dolarów, a średni dochód dla rodziny wynosi 40 237 dolarów. Mężczyźni osiągają średni dochód w wysokości 28 993 dolarów, a kobiety 19 934 dolarów. Średni dochód na osobę w hrabstwie wynosi 16 647 dolarów. Około 7,4% rodzin oraz 11,7% ludności żyje poniżej minimum socjalnego, z tego 18,4% poniżej 18 roku życia oraz 8,7% powyżej 65. roku życia.

## Miasta
- Bingham Lake
- Jeffers
- Mountain Lake
- Storden
- Westbrook
- Windom